# Nelson Rockefeller
Nelson Aldrich Rockefeller (Bar Harbor, Maine; 8 de julio de 1908-Nueva York; 26 de enero de 1979) fue un político estadounidense y vicepresidente de los Estados Unidos entre el 19 de diciembre de 1974 y el 20 de enero de 1977.

## Miembro del clan Rockefeller
Nacido en Bar Harbor, Maine, en el seno de una de las familias más ricas y conocidas del país, dedicada a los negocios y la política. Nieto por línea paterna de John Davison Rockefeller, fundador de Standard Oil y considerado el hombre más rico del mundo en su época, y nieto por línea materna del senador Nelson Wilmarth Aldrich. De la compañía Standard Oil descenderían más tarde compañías como ExxonMobil o Chevron Corporation.
Tanto él como sus hermanos fueron criados para continuar la tradición familiar y hacer carrera en el mundo de los negocios o la política. Su hermano mayor, John, dedicaría su vida a la filantropía. Su hermano Winthrop se trasladaría a vivir a Arkansas, donde se convertiría en el primer gobernador republicano desde la Reconstrucción. David Rockefeller, sería presidente del Chase Manhattan Bank y uno de los referentes de la vida social y económica estadounidense del último siglo. Laurence, otro de los hermanos, se casaría con la heredera del antiguo presidente de Northern Pacific Railway. Nelson se decidiría por la política.
Su sobrino Jay Rockefeller, hijo de John, fue gobernador de Virginia Occidental entre 1977 y 1985, y senador del Partido Demócrata por el mismo estado entre 1985 y 2015, ampliando así la influencia del clan más allá del Partido Republicano. También otro de sus sobrinos, Winthrop Rockefeller Jr., fue candidato republicano fallido a la gobernación de Arkansas en las elecciones de 2006.
Su hijo, Michael Clark Rockefeller, desapareció durante una expedición en la región Asmat al sudoeste de Nueva Guinea.

## La familia como plataforma
Nelson Rockefeller se graduó en 1930 en el Dartmouth College y comenzó a trabajar en diferentes empresas y organizaciones filantrópicas de la familia. A la edad de 29 años fue presidente del Rockefeller Center. Utilizó ese cargo como plataforma de lanzamiento para una futura carrera política. 
Hablaba español fluidamente, pues su familia era propietaria de más del 90% del petróleo de países latinoamericanos como Venezuela, donde llegó a ser miembro de la junta directiva de Creole Petroleum Corporation, filial venezolana de Standard Oil que durante la segunda mitad de la década de 1940 llegó a ser la mayor empresa productora de petróleo en el mundo.

Viajó por diferentes países del continente realizando investigaciones culturales sobre arte precolombino y promoviendo los valores de la democracia a través de su organización. Se caracterizó por ser un mecenas de las artes en la América Latina.[cita requerida] Por ejemplo fue él quien por su paso por Colombia comisionó al Maestro muralista Santiago Martínez Delgado para hacer el mayor lienzo al óleo de Latinoamérica, para el entonces Banco de Nueva York de Bogotá (hoy Citibank).[cita requerida]
Fue también presidente del Museo de Arte Moderno de Nueva York a comienzos de la década de 1940. La hacienda Monte Sacro (Venezuela), que frecuentaba con regularidad con su familia, se consideraba como su segunda residencia fuera de los Estados Unidos.

## Primeros pasos en política

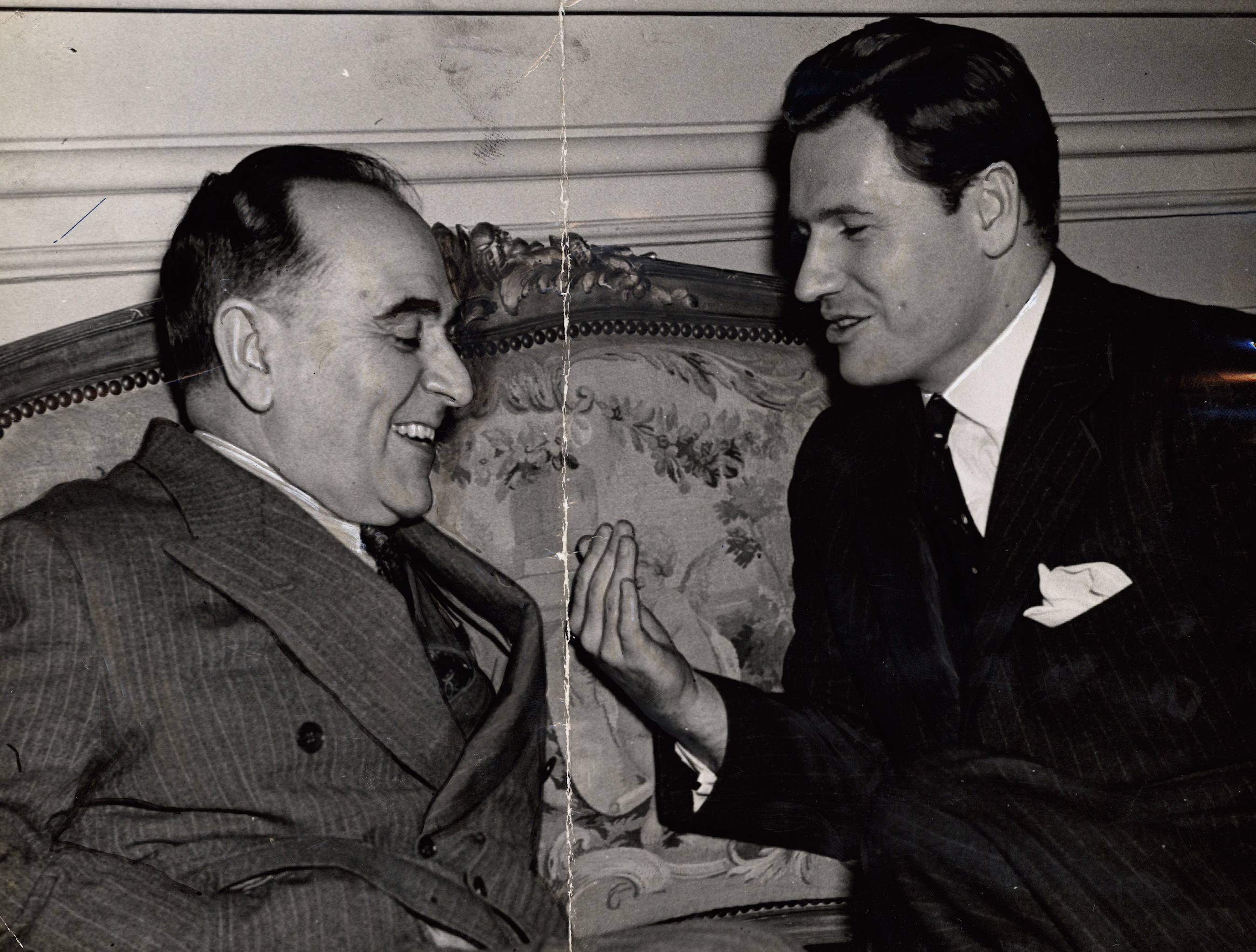
Nelson Rockefeller y el presidente de Brasil, Getúlio Vargas, 1944.

Su carrera política se inicia cuando el presidente Franklin Delano Roosevelt lo nombra director de la Oficina de Asuntos Interamericanos, cargo que ocupó entre 1940 y 1944 y cuya principal función era promover las políticas de Roosevelt en los países latinoamericanos para contrarrestar así la influencia de la Alemania nazi en la región.
Entre 1944 y 1945 fue asistente del secretario de Estado Edward Stettinius para Asuntos de América Latina y el hemisferio occidental. Tras finalizar la Segunda Guerra Mundial encabezó la International Development Advisory Board, como parte del Programa de Cuatro Puntos del presidente Harry Truman para dar asistencia económica a países extranjeros.
Durante la Administración Eisenhower fue jefe del Comité sobre Reorganización Gubernamental del presidente (1953-1958), subsecretario de Sanidad, Educación y Bienestar (1953-1954), y asistente especial del presidente para Asuntos Exteriores (1954-1955).
Rockefeller participó en la creación de la American International Association y en el grupo de financieros que ideó la construcción del World Trade Center de Nueva York.

## Gobernador de Nueva York (1959-1973)

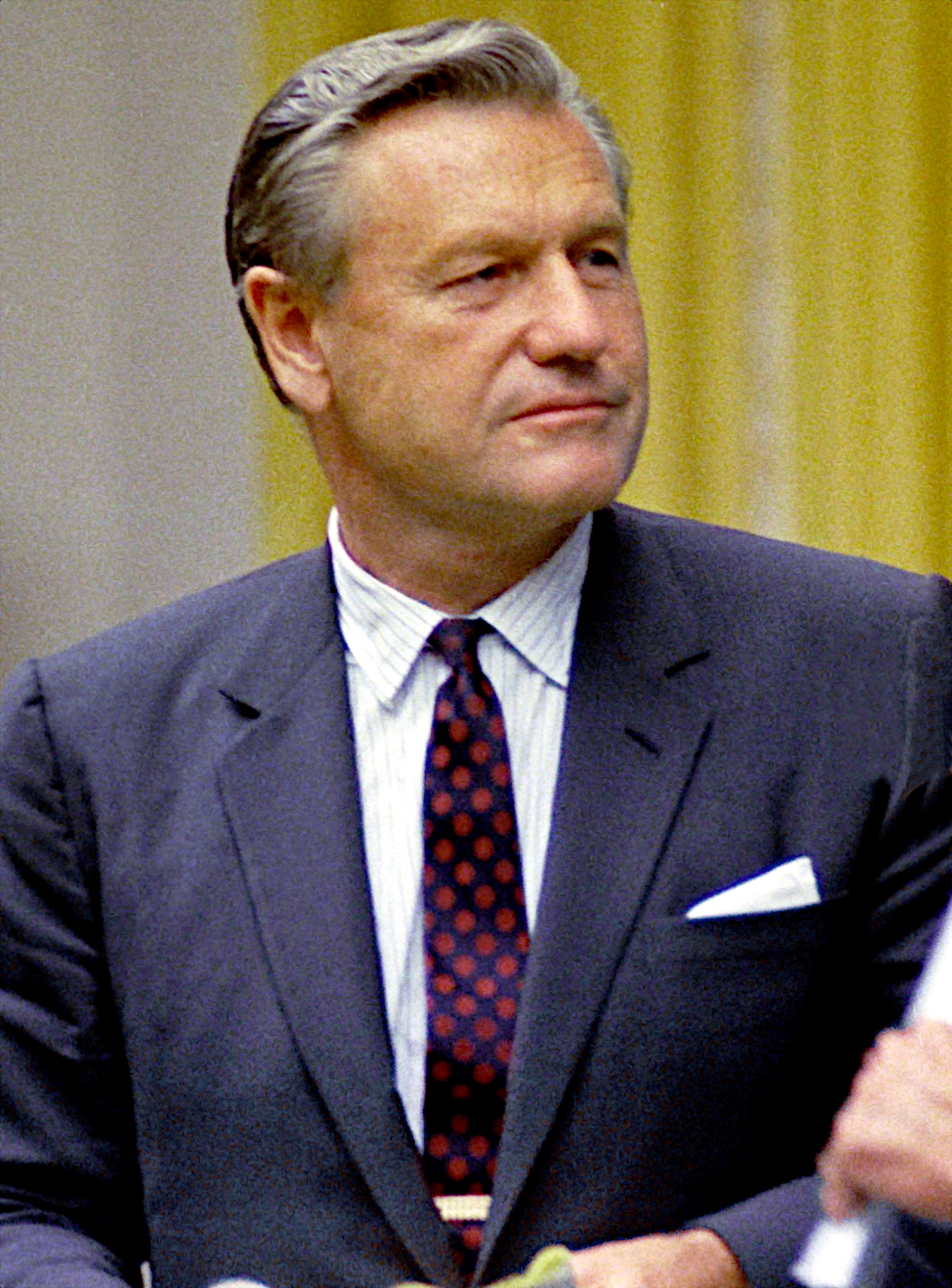
Nelson Rockefeller en 1968.

En 1956 abandonó sus puestos en la administración federal para empezar a preparar su candidatura por el Partido Republicano a la gobernación de Nueva York, y dar así el salto a un cargo electo por primera vez. En noviembre de 1958 derrotó al gobernador demócrata Averell Harriman y se convirtió en el 53.er gobernador del estado de Nueva York. Fue reelegido tres veces más en 1962, 1966 y 1970. 
En sus años como gobernador, Nelson Rockefeller se convirtió en un referente para los republicanos liberales (liberales se interpreta como izquierdistas en Estados Unidos) y en el gran barón del Partido Republicano en la Costa Este. Desempeñó una exitosa gestión que combinó medidas sociales como el aumento de impuestos para la construcción de casas de interés social y la reorganización del transporte público o del sistema de enseñanza estatal, convirtiendo la Universidad de Nueva York en el más grande centro público de enseñanza superior del país, con medidas de ley y orden como las estrictas y revolucionarias leyes de penalización de venta y posesión de drogas. Las más duras del país.
El 9 de septiembre de 1971 tuvo que enfrentarse al amotinamiento de los presos de la prisión estatal de Attica. Los amotinados habían tomado como rehenes a 38 funcionarios de la prisión. Rockefeller ordenó que las tropas de la Guardia Nacional y la policía de Nueva York asaltaran la prisión para liberar a los rehenes y terminar con el motín. El resultado fueron 40 personas muertas, entre ellos 11 de los rehenes. Los hechos minaron la popularidad del gobernador que fue fuertemente criticado por los demócratas y la prensa.

## Campaña presidencial de 1964
Hombre tremendamente carismático y popular, a diferencia de otros políticos republicanos Rockefeller siempre mantuvo unas excelentes relaciones con la prensa. Desde el comienzo de su carrera política mostró ambición por llegar algún día a la Casa Blanca y contaba con todas las influencias y contactos que cualquier candidato requiere. Hizo un primer intento, algo discreto, en las presidenciales de 1960, pero aún apenas llevaba un año como gobernador y pronto fue evidente que no tenía ninguna posibilidad de arrebatarle la candidatura republicana al entonces vicepresidente Richard Nixon. 
El intento de 1960 le sirvió a Rockefeller para evidenciar que él estaba ahí y que volvería a intentarlo. Era el claro front-runner para la nominación republicana de 1964. Representaba al establishment del partido y tenía todo el aparato a su disposición. Era un republicano liberal que en Nueva York había colaborado con los sindicatos o se había manifestado en favor de la Acta de Derechos Civiles (Civil Rights Act). Esto le ganó la desconfianza de los sectores más conservadores del partido que se alinearon en torno a la candidatura del senador por Arizona, Barry Goldwater.
El New York Times decía en 1964 que Rockefeller tenía tantas posibilidades de perder la nominación como de arruinarse. Pero lo que parecía un camino abierto y sin problemas se convirtió pronto en un calvario. El gobernador de Pensilvania William Scranton se unió a la terna de candidatos dividiendo el voto liberal y moderado entre él y Rockefeller. 
Rockefeller sufrió el primer traspiés en la primaria de Nuevo Hampshire, un estado en el que debía ganar. Para sorpresa de todos, el ganador resultó ser el exsenador Henry Cabot Lodge que ni siquiera había presentado formalmente su candidatura. Rockefeller ganó en lugares como Virginia Occidental y Oregón pero pronto el senador Goldwater comenzó a acumular victorias en Illinois, Texas, Indiana y Nebraska. William Scranton quedó primero en la interna de Pensilvania.
Todo quedó a expensas de las primarias del gran estado de California, que aportaba un número importante de delegados para la convención. Poco antes de la importante cita salió a los medios la historia del adulterio y posterior divorcio del gobernador Rockefeller y esto destruyó su imagen a los ojos de muchos de los pesos pesados del partido que hasta ese momento le habían apoyado. Barry Goldwater ganó la primaria de California y Nelson Rockefeller decidió abandonar la carrera.

## Campaña presidencial de 1968
A pesar del intento fallido de 1964, no perdió la esperanza por alcanzar la presidencia y volvió a lanzarse como candidato en 1968. Con la nominación de Goldwater cuatro años antes, el Partido Republicano se había escorado a la derecha y Rockefeller carecía ya de gran parte de la influencia que había tenido anteriormente en el aparato. Ya no era el favorito. El favorito era un Richard Nixon que había resurgido con fuerza y que contaba con una vasta organización electoral en los estados cruciales. Otros candidatos eran el gobernador de Míchigan, George Romney, y el recién elegido gobernador de California, Ronald Reagan.
Nixon ganó fácilmente en la primaria de Nuevo Hampshire, quedando Rockefeller en segundo lugar. Esto lo convirtió en la más clara alternativa a Nixon, al que derrotó en la primaria de Massachusetts en el mes de abril. Pero en ningún momento pudo poner en verdaderos apuros a la gran maquinaria de Nixon, heredada de su anterior campaña de 1960 y de la de Goldwater en 1964. Nixon se hizo con 692 delegados y Rockefeller con 277. Una vez más, sus intentos de llegar a la Casa Blanca habían fracasado por no ser capaz de hacerse con la nominación de su partido. Nunca más volvería a ser candidato a la presidencia.

## Vicepresidente de EE.UU. (1974-1977)
Tras la caída en desgracia del presidente Nixon, los republicanos de Rockefeller vieron su ocasión para reivindicarse y ganar peso en el partido y en la administración. Lograron que el nuevo presidente Gerald Ford, nombrara a Nelson Rockefeller para la vicepresidencia. Los demócratas controlaban con una amplia mayoría el Congreso y había pocos republicanos que podían pasar la aprobación de un Congreso tan hostil al presidente. Ford utilizó a Rockefeller para apaciguar a los demócratas y buscar su cooperación. Pero la designación enfureció a los republicanos conservadores. 

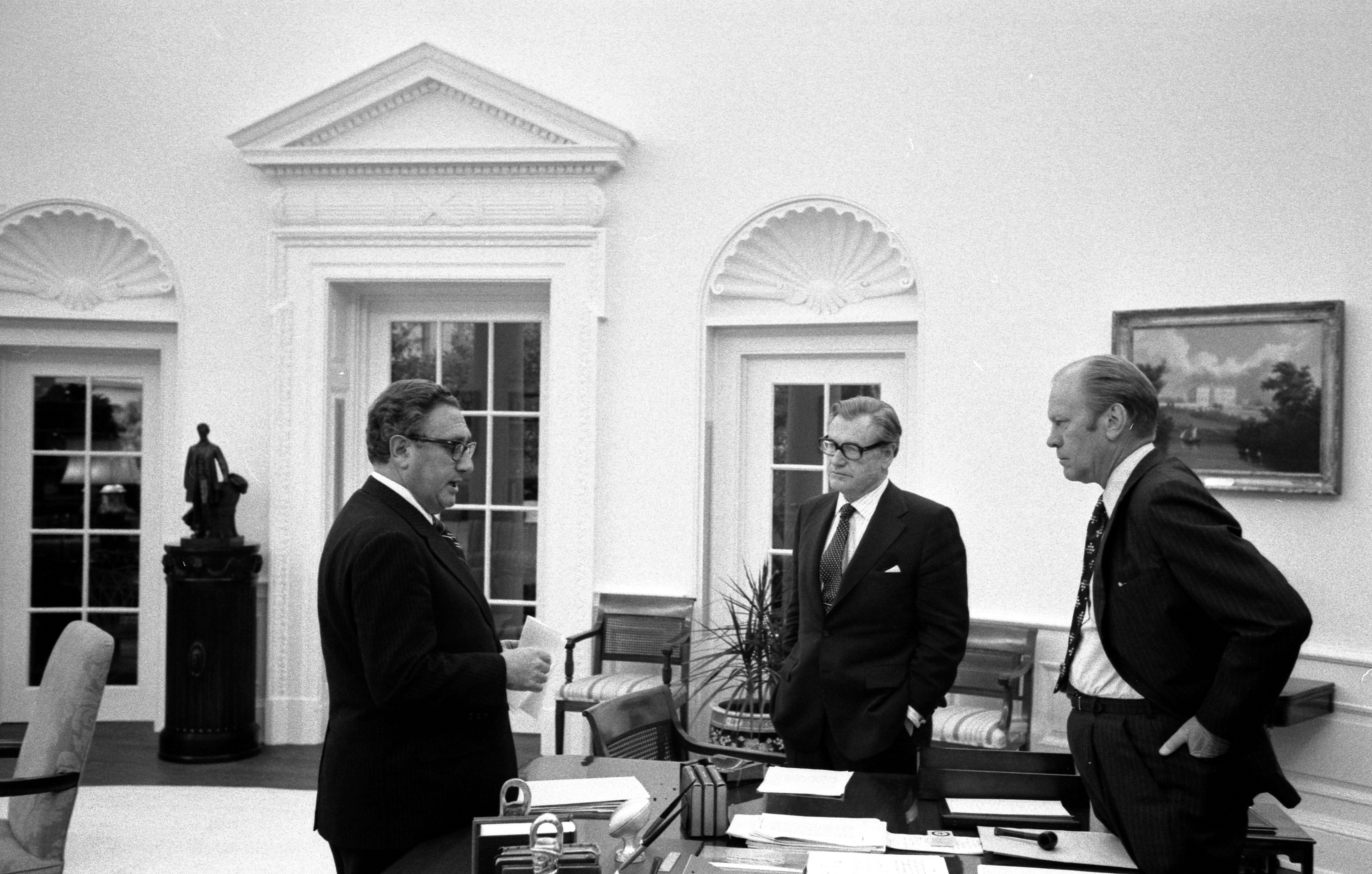
Henry Kissinger, Nelson Rockefeller (centro) y Gerald Ford discuten sobre la evacuación de Saigón, 28 de abril de 1975. Ford Presidential Library.

Juró su cargo como vicepresidente el 19 de diciembre de 1974. Durante su periodo la residencia oficial del vicepresidente se trasladó al Observatorio Naval de los Estados Unidos. Se quejó en numerosas ocasiones de que el presidente Ford no le daba suficiente poder en la toma de decisiones y se tenía que conformar con liderar iniciativas como la Whip Inflation Now.
Dirigió la  Comisión presidencial acerca de las actividades de la CIA dentro de Estados Unidos creada en 1975 para investigar las actividades de la Agencia Central de Inteligencia y otras agencias de inteligencia dentro de los Estados Unidos. En la historiografía se refiere a veces como la Comisión Rockefeller.
En las elecciones presidenciales de 1976, Nelson Rockefeller sería saboteado por el ala derecha del Partido Republicano. Después de una dura pugna en las primarias, en las que el presidente Ford no logró asegurar la nominación hasta el último suspiro, los elementos más derechistas reunidos en torno a la candidatura de Ronald Reagan se sintieron fuertes para imponer sus propias condiciones en la plataforma electoral. Ford llegó a la convención de Kansas City con 1187 delegados. Reagan llegó con 1070. 
Rockefeller, temeroso de que lo dejaran fuera del ticket electoral, envió a su amigo Henry Kissinger como negociador al centro de convenciones en un intento desesperado por mantener su posición. Pero los delegados de Reagan dejaron claro desde el primer momento que jamás aceptarían a Rockefeller como candidato vicepresidencial, ni tampoco a la segunda alternativa de los liberales, el exfiscal general Elliot Richardson. La gente de Ford, por su parte, se negaba a aceptar al senador Jesse Helms. 
Al final la cuestión se resolvió con la elección del senador Bob Dole como número dos de la candidatura. Dole era un veterano de guerra y experto en temas de agricultura que podía resultar aceptable para ambas partes. A Nelson Rockefeller, vicepresidente en ejercicio, se le negaba así la oportunidad de aspirar a la reelección y, pasara lo que pasara en las elecciones, quedaría fuera de juego el 20 de enero de 1977.
Poco antes de dejar el cargo le fue otorgada la Medalla Presidencial de la Libertad.

## Muerte con polémica
Retirado ya de la política, murió el 26 de enero de 1979 de un ataque al corazón. Oficialmente se informó que había fallecido mientras trabajaba en su oficina de Manhattan. Pero pronto se averiguó que su muerte se había producido en su casa de Maine, mientras practicaba el acto sexual con su secretaria Megan Marshak, de 27 años. La secretaria tardó en llamar a los servicios médicos y luego fue tarde para poder reanimarlo.
Sus cenizas están sepultadas en Pontico Hills, Nueva York. Se calcula que en el momento de su muerte Nelson Rockefeller poseía una fortuna personal de 1000 millones de dólares.